# BarCamp

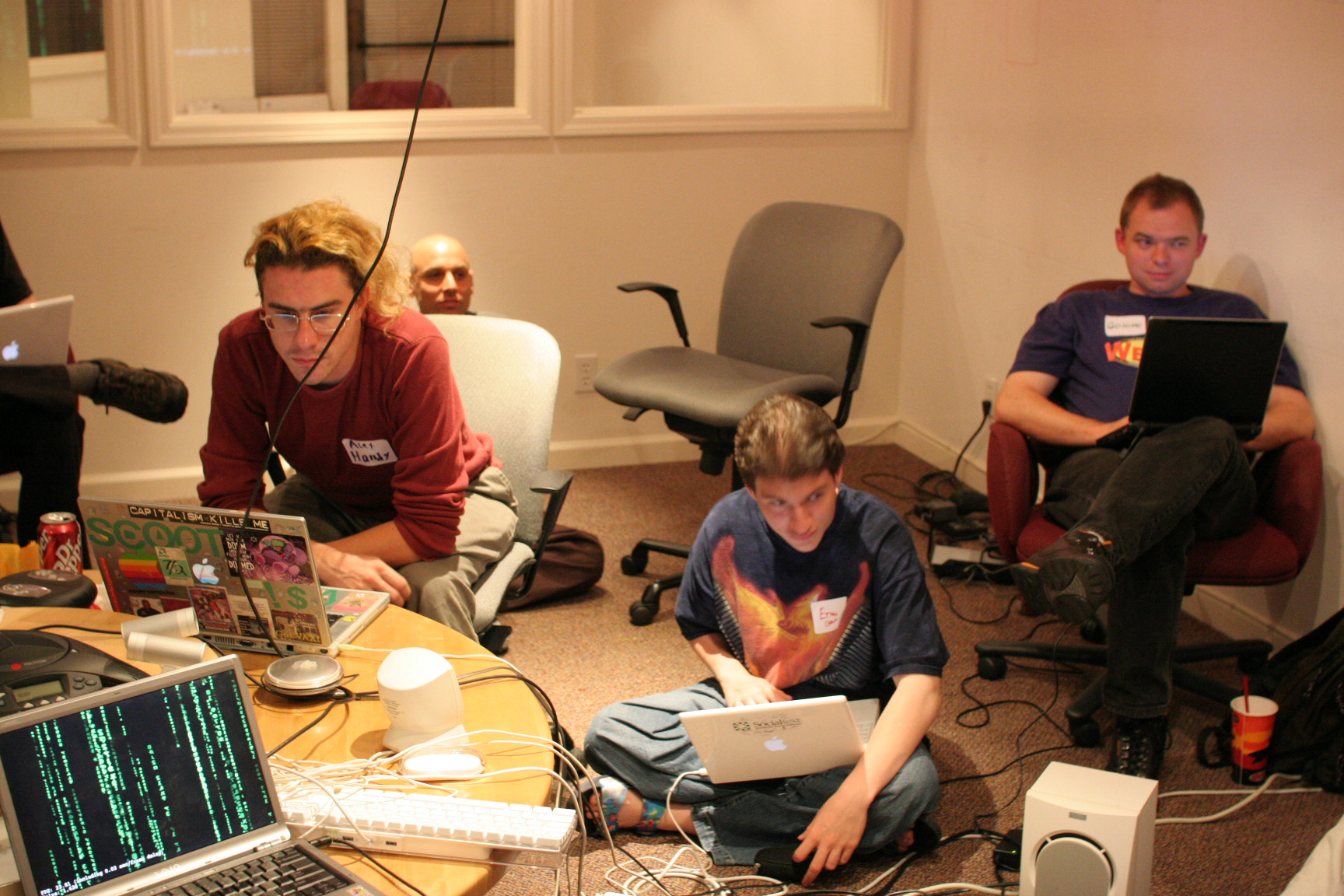
世界初のBarCamp参加者の様子。ノートパソコンで同時にコメントしながら、話を聴き、フォローしている。

BarCampは、ユーザーから発生したカンファレンスの国際的ネットワークであり、参加者が内容を決めるオープンな会議である。世界初のBarCampは勃興期のウェブアプリケーションに関するもので、関連するオープンソース技術、ソーシャルプロトコル、オープンなデータフォーマットなどについて話し合われた。その形式が、公共輸送機関、医療、政治など他の様々なトピックにも応用されている。

## 歴史
BarCampという名称は、イベントの起源についてのふざけた引喩であり、ハッカー用語のfoobarにも関係している。オープンソース関連の出版で有名なティム・オライリーの主催で招待者のみで毎年開催されているカンファレンスである Foo Camp のスピンオフとして始まったのがBarCampである。
世界初のBarCampは2005年8月19日から21日、パロアルトにあるSocialtextのオフィスで開催された。コンセプト段階から一週間以内に開催までこぎつけ、200人が参加した。その後、北米、南米、ヨーロッパ、中東、オーストラリア、アジアなど世界中の350以上の都市でBarCampが開催されている。BarCamp開催1周年を記念して、2006年8月25日から27日にBarCampEarthが世界各地で開催された。また2周年記念として2007年8月18日から19日、パロアルトの最初の開催地でBarCampBlockが開催された。これには800人以上が参加し、半径3ブロック以上の路上も会場となった。
以上のような成功を受けて、2009年6月28日にはインドのシムラーで初のBarCamp Voice of Himachal initiative が開催された。これはヒマーチャル・プラデーシュ州の若い企業家の集まりである。

## 影響
BarCampは組織化過程を「オープンソース」化し、誰でもアクセスできるウィキにそれを文章として残している。BarCampと名付けられた世界的ネットワークに加え、参加者が草の根的にカンファレンスを立ち上げるという手法が他の分野にもモデルとして使用され、WordCamp、PodCamp、Seattle Mind Camp、THATcamp といったものが開催されるようになった。アメリカでは不動産業界がBarCamp手法を採用し、30以上の RE Barcamp (RE = Real Estate) を開催し、そのフォーマットを海外にも広めようとしている。

## 構造と参加プロセス
BarCampは主にウェブ上で組織され広められており、いわゆる Web 2.0 のコミュニケーションツールを利用している。BarCamp Wiki に用意されているテンプレートを使えば、誰でもBarCampを始めることができる。
手続きフレームワークは、参加者が毎日その場でその日のセッションのスケジュールを決め、ホワイトボードや壁に紙を貼るなどして告知する。この手法を Open Grid アプローチと呼ぶが、これも一種の言葉遊びである。1セッションは15～30分程度で、できる限り多くのトピックが紹介できるように運営されるところにも特徴がある。
Foo Camp もBarCampもオープン・スペース・テクノロジー (OST) を単純化したものであり、OSTの草の根的性質を受け継いでいる。通常のカンファレンスとは異なり、BarCampやOSTは参加者の情熱や責任感に依存しており、参加者がカンファレンスを主導する。
組織はゆるいが、BarCampにも規則が存在する。参加者はライブまたは事後にイベントで得た情報と経験を、ブログ、画像の公開、ソーシャルブックマーク、twitter、ウィキ、IRCなどで広く共有することを求められる。またプレゼンテーションしなければならない義務はないが、少なくとも質問を発する積極的な姿勢が望まれる。このようなオープン性は、招待者のみのカンファレンスによく見られる「デフォルトはオフレコ」という規則とは対照的である。

## 主催と参加
開催場所は一般に基本的なサービスを提供できる場所を選ぶ。無料のネットワークアクセス（WiFi）が重要である。フーキャンプに倣い、開催場所は参加者が文字通りキャンプのように夜を明かすことができる場所でなければならない。このような場所と食料や飲料の確保が必要であるため、BarCamp開催はスポンサーの確保が重要となる。
参加者からは料金を徴収しないので、参加者数は場所の広さでのみ決まる。そのため、一般に参加者は事前に参加表明することが望ましい。

## 歴史的な背景
このような草の根的カンファレンスは、概念的にはヨーロッパでのハッカー集会、特に1990年代の書籍『T.A.Z.―一時的自律ゾーン』などに描かれているアナキズムや自治主義に近い。オープン・スペース・テクノロジーから借りているのは壁に張り出した日程表だけである。
IETFの会議におけるBoFセッションも影響を与えている可能性がある。ただし、BarCampそのものは政治的動機は希薄である。IT関連にテーマが限定されており、IT企業がスポンサーとなることが珍しくない。

## 日本のBarCamp
BarCampの名称を冠するアンカンファレンス形式のカンファレンス。
- 2007年2月17日（土）　BarCamp Tokyo - 東京工科大学八王子キャンパスにおいて開催。
- 2007年7月21日（土）　BarCamp Kyoto - オープンソースカンファレンス2007 Kansaiの一セッションとして、京都コンピュータ学院において開催。
- 2009年5月5日（火）　BarCamp Fukuoka - 福岡市の西鉄グランドホテルにおいて開催。
- 2009年5月16日（土）　BarCamp Tokyo 2009 - サン・マイクロシステムズにおいて開催。
- 2009年11月21日（土）　BarCamp Yokohama - 横浜インターナショナルスクールにおいて開催。
- 2010年2月20日（土）　BarCamp Kanazawa - 金沢市のITビジネスプラザ武蔵において開催。
- 2010年5月29日（土） BarCamp Tokyo 2010 - 日本オラクル青山センターにおいて開催。